# Николай Маношин
Николай Маношин (на руски: Николай Маношин) е съветски футболист и треньор. Майстор на спорта на СССР. Почетен треньор на РСФСР (1976).

## Кариера
Маношин започва да тренира футбол в юношеския отбор на московския месокомбинат. За Торпедо Москва изиграва 91 мача и вкарва 4 гола. Също така играе и за ЦСКА Москва.
За националния отбор на СССР има 8 мача. Първият му мач за националния отбор е на 17 август 1960 г. срещу ГДР, в който СССР печели с 1:0. Последният на 29 ноември 1961 г. в мач срещу Уругвай, в който СССР печели с 2:1.

## Отличия

### Отборни
Торпедо Москва
- Съветска Висша лига: 1960
- Купа на СССР по футбол: 1960